# Synaptomys cooperi
Synaptomys cooperi — невеликий північноамериканський лемінг. Його ареал збігається з іншими видами з роду Synaptomys, північного болотного лемінга, на південному сході Канади, але простягається далі на південь.

## Морфологічна характеристика
Довжина голови і тулуба становить від 11 до 14 см, плюс хвіст довжиною від 1.5 до 2.7 см. Вага коливається від 14 до 42 грамів. Тварини мають шість сосків на відміну від своїх найближчих родичів, північних болотних лемінгів (Synaptomys borealis), представники яких мають вісім сосків. У них широкі помаранчеві різці. Південні болотяні лемінги вкриті густим буруватим хутром на спині, колір якого коливається від червонуватого до темно-коричневого, і мають сірий вигляд. Черево сріблясто-сіре. У них відносно великі голови і маленькі очі. Вуха ледь проступають крізь пухку шерсть на голові.

## Спосіб життя
Південні болотні лемінги активні переважно вночі і не впадають у сплячку. Вони живуть переважно на болотах, вкритих торф'яним мохом, але також на луках і в Канаді в лісах. Основна їжа - солодкі трави, кислі трави, мохи, плоди, гриби, а також кора дерев, коріння і пагони. Безхребетних, таких як равлики, також іноді споживають. У природі тварини живуть від семи до восьми місяців. У неволі самка прожила до двох років і п'яти місяців.

## Розмноження
Шлюбний сезон розтягується на весь рік, якщо є достатньо їжі. Більшість потомства народжується в дикій природі з квітня по вересень. Після періоду вагітності від 23 до 26 днів самиця народжує від одного до восьми, в середньому трьох, дитинчат. Молодняк годується протягом трьох тижнів. Самці вже здатні до розмноження у віці п'яти тижнів.